# Stenothericles crassifemur
Stenothericles crassifemur är en insektsart som beskrevs av Marius Descamps 1977. Stenothericles crassifemur ingår i släktet Stenothericles och familjen Thericleidae. Inga underarter finns listade i Catalogue of Life.